# Microcosmo: E. coli e a nova ciência da vida
Microcosmo: E. coli e a Nova Ciência da Vida é um livro de 2008 do escritor científico Carl Zimmer . O livro apresenta uma visão geral da pesquisa genética e da engenharia genética, contando a história sobre as espécies de bactérias Escherichia coli ( E. coli ), onipresentes no trato gastrointestinal de mamíferos. O título Microcosmo refere-se à noção de que idéias derivadas do estudo de um organismo unicelular relativamente simples como E. coli desempenham um papel na descrição das características fundamentais de toda a vida terrestre, incluindo os humanos.

## Visão geral
O microcosmo explora a história do papel da E. coli como um organismo popular para estudar para pesquisadores que revelaram como os genes funcionam e são regulados, fornecendo informações sobre evolução, comportamento e ecologia. Começando em sua descoberta em 1885 pelo pediatra e microbiologista Theodor Escherich, através do isolamento da cepa K12 por Edward Tatum, e levando a inúmeras pesquisas premiadas com o Nobel com base na cepa K12 e sua progênie, o livro narra o grande número de descobertas científicas que confiaram neste organismo simples. O livro continua analisando pesquisas modernas e em andamento, alavancando a E. coli, incluindo detalhes sobre pesquisas que exploram nanomáquinas celulares, como flagelos e a composição e utilidade dos biofilmes microbianos.

## Evolução vs. Design inteligente
O livro defende que a resistência ao flagelo e aos antibióticos evoluiu e continua a evoluir devido à pressão de seleção. Zimmer dedica considerável atenção à plasticidade fenotípica e à seleção natural na gênese de E. coli e observa que a seleção pode ser alimentada por seres humanos individualmente (por exemplo, pela administração de antibióticos), coletivamente (por exemplo, pela produção industrial de alimentos em larga escala) ou inadvertidamente (por exemplo, agindo como hospedeiro de um patógeno microbiano). O livro refuta a noção de design inteligente como fonte de novas características do organismo, como o flagelo capaz de impulsionar a E. coli, explorando exemplos de formas intermediárias e mais primitivas que, embora úteis, ficam aquém da sua utilidade total. de propulsão.
Embora ele próprio não seja um cientista, a seção de reconhecimento sugere que as teses de Zimmer foram examinadas por vários membros dos atuais pesquisadores de E. coli .

## Publicação
Microcosmo: E. coli e a New Science of Life foram publicadas pela primeira vez pela Pantheon Books em 6 de maio de 2008 em formato de capa dura. Uma edição Reprint em capa mole foi publicada posteriormente pela Vintage Books em 2009.